# Курбанов, Сахатмурад
Сахатмурад Курбанов (туркм. Sahetmyrat Gurbanow, 1952, Ашхабад, Туркменская ССР, СССР — 14 февраля 2012, Туркменистан) — туркменский государственный деятель.
В 1974 году окончил Туркменский сельскохозяйственный институт.

## Карьера
Трудовую деятельность начал в 1974 году инженером института «Каракумгипроводхоз». С 1978 по 1983 годы — старший инженер управления системы водоснабжения Ашхабадской области, заместитель начальника объединения «Облселькомхоз», председатель проектно-сметной комиссии. С 1983 по 1993 годы — заместитель председателя управления системы орошения Ашхабадской области, руководитель комиссии по мелиорации, главный инженер, заместитель председателя Управления системы орошения Копетдагского бассейна. С 1993 по 1998 годы — первый заместитель председателя, затем председатель ПО «Ахалремводхоз». С 1998 по 1999 годы — главный директор Акционерного общества «Ахалобасувхызмат».
1999—2000 — заместитель хякима Ахалского велаята.
2000 — председатель Ассоциации «Туркменобасувхызмат».
15.06.2000 — 26.02.2001 — министр водного хозяйства Туркменистана.
26 февраля 2001 года уволен за недостатки в работе.

## Награды и звания
- Медаль «Гайрат»